# 落头氏之吻
《落头氏之吻》是由《禁忌女孩》的导演西蒂斯里·蒙哥西里与该剧编剧空德·扎度蓝拉密联手打造，芬蒂拉·皮皮亚克隆、抔米提·米弯投瓦兰、萨博尔·阿萨瓦蒙空、苏叻沙克·旺特海主演的的泰国奇幻惊悚剧情片，定于2019年3月14日在泰国正式上映。
电影的续集《落头氏之吻2》计划于2023年3月30日在泰国上映。

## 剧情
一开始，Jerd、Sai、Noi和Ting开头到森林里玩捉迷藏。Noi和Sai决定躲在据称住着保护森林的灵魂克拉苏的房子里。Sai在她决定藏身的盒子里看到了克拉苏。场景快速切换到他们四个还是十几岁的时候。当时，Sai和Jerd在泰国，而Noi则前往曼谷接受医学培训。由于当时是二战时期，泰国的护士全都前往曼谷照顾伤员了，这也是Sai去当地医院护理伤员的原因。Jerd对她有好感，除了她，其他人都看得出来。
Sai在森林里遇到Noi。他们之间的爱火重新燃起。据透露，Noi和他家乡的部落已经来到Sai的村庄追捕克拉苏。部落首领Tad告诉大家女性克拉苏如何将女性人类变成同类，而男性克拉苏（克拉杭）在成为克拉杭的初始阶段会经历剧烈的疼痛。在这期间，克拉苏很有可能吞噬他们的内脏。
之后，Sai每天都在床上看到大片血迹。随着时间的推移，她所看到的血迹会越来越大、越来越黑。有一天，她痛苦地尖叫着，她看到自己的头脱离了身体，在空中飞舞，变成了一个克拉苏。她的头颅会带着血管和一颗血红的心到处觅食到外去捕猎和进食。在获得足够的肉后，她会恢复人形。变成克苏拉之后的醒来的她以为那些都是梦境。目睹这一切的Noi则默默帮助Sai捕猎。后来，她知道了自己的变化，她害怕自己误伤村民，每晚把自己锁在房间。后来，她根据克拉苏梦里的指引，在Noi的陪伴下回到森林里小屋找到克拉苏草，才抑制了变异。这个秘密使他们走得更近。因此，Sai开始冷落Jerd。
后来，Jerd坦言她一直都知道她是一个克拉苏，加入克拉苏狩猎部落只是为了误导他们。当部落首领已经变成了克拉杭。当他听说Jerd的说法时，他将Jerd变成了一个怪诞的克拉杭。当Sai拜访Jerd时，他恳求她不要离开他，因为她计划当晚与Noi私奔到曼谷。
Sai的父亲带她去村边的一家大众电影院，向所有人证明关于她在晚上变成克拉苏的谣言是假的。一直跟随Noi指引的僧侣透露，在古代，一位克拉杭的妻子克拉苏爱上了一个导致她怀孕的人。愤怒的克拉杭因此杀死了克拉苏和人类，为他破碎的心报仇。因此，每个克拉杭人都会爱上一个克拉苏，最后撕碎她的心杀死她早已是命中注定。这表示，Jerd随时都有可能会杀死Sai。Sai变成了克拉苏，村民们很震惊，开始拿着枪追赶她。与此同时，愤怒的Jerd冲向Sai想要杀死她。Noi说服Jerd不要杀她，因为她是他们的好友。
据透露，将Sai变成如今这般模样的克拉苏实际上是这些天一直帮助Noi的僧侣的妻子。他之所以帮助Noi是因为他对他之前的所为（将妻子锁在森林里的一个盒子里以防止她死亡）感到罪孽深重，并且不希望同样的事情发生在Sai身上。Sai和Noi跑到河边，只要他们经过这条河后他们可以到达曼谷，彻底摆脱险境。但为时已晚，她的尸体已被村民们彻底摧毁。Noi仍怀抱希望，因为她的头还在。幸福并没有持续多久，因为Sai被Jerd的父母开枪射死了......

## 演员阵容
- 芬蒂拉·皮皮亚克隆 饰演 Sai，梦想成为护士的年轻女性，与Noi是好友。
- 抔米提·米弯投瓦兰 饰演 Noi[1]，一个拥有医疗能力且不相信迷信的年轻人，从小就喜欢Sai，与Sai是好友。
- 萨博尔·阿萨瓦蒙空 饰演 Jerd，一个才华横溢且英俊富有的年轻人，从小就喜欢Sai。
- 苏叻沙克·旺特海 饰演 Tad